# David F. Walker
Pour les articles homonymes, voir David Walker et Walker.
David F. Walker (né le 1er décembre 1968) est un écrivain américain, surtout connu pour ses activités de scénariste de bande dessinée.
Fin 2018, il lance avec Chuck Brown et Sanford Greene la série fantastique Bitter Root chez Image Comics. Rencontrant immédiatement les faveurs du public comme de la critique, cette série qui met en scène une famille de chasseur de monstres afro-américaine lui vaut en 2020 le prix Eisner de la meilleure série.

## Distinctions
- 2020 : prix Eisner de la meilleure série pour Bitter Root (avec Chuck Brown et Sanford Greene)
- 2022 : prix Eisner de la meilleure série pour Bitter Root (avec Sanford Greene et Chuck Brown)[3]